# Sophie Calle

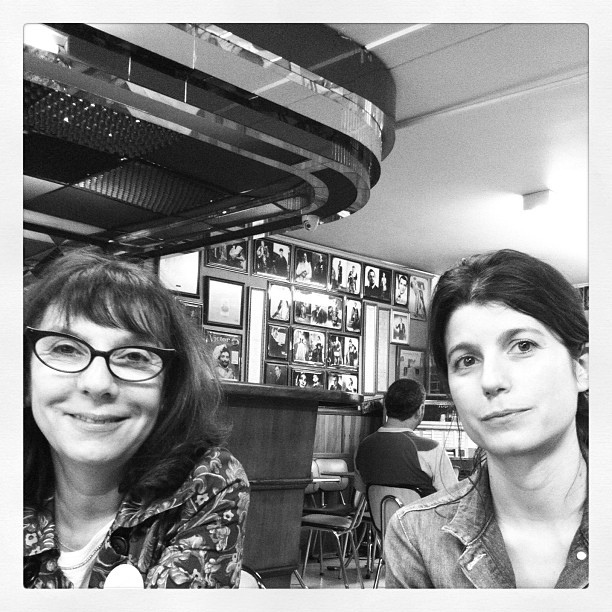
Sophie Calle a Alexandra Cohen

Sophie Calle (* 9. října 1953 Paříž) je francouzská spisovatelka, fotografka a konceptuální umělkyně. Její práce evokuje francouzské literární hnutí z 60. let 20. století známé jako OuLiPo. Její práce často zobrazují zranitelnost člověka, autorka zkoumá identitu a intimitu. Je uznávána za své „detektivní“ schopnosti, jako je zkoumání neznámých lidí a jejich soukromých životů. Své fotografické práce často doplňuje panely s vlastními texty.

## Galerie

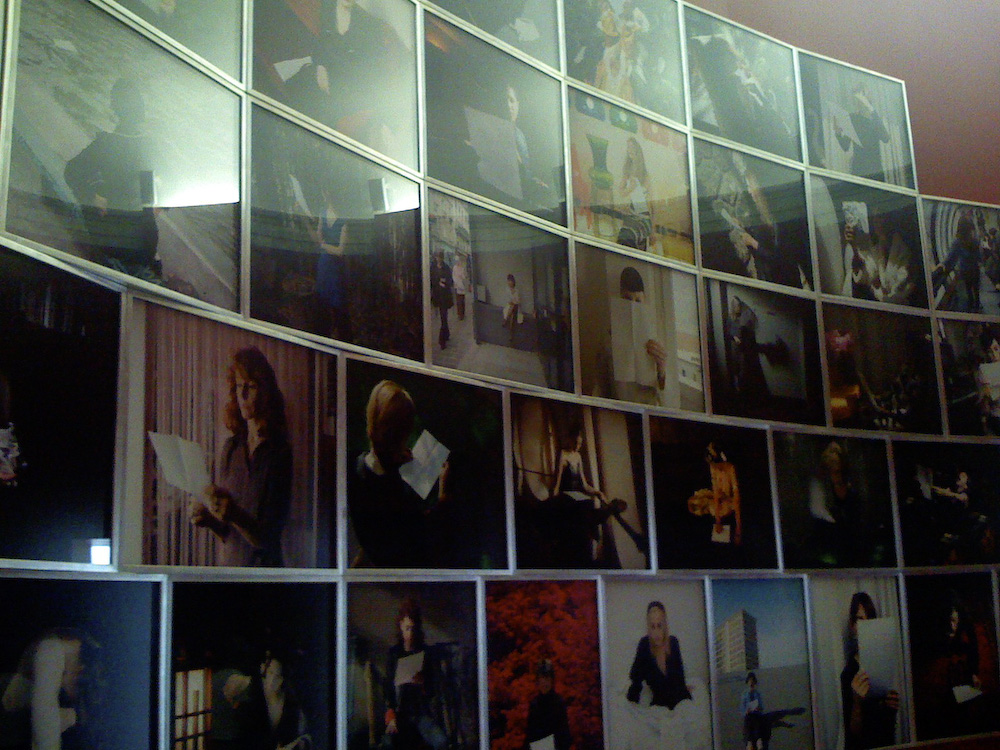
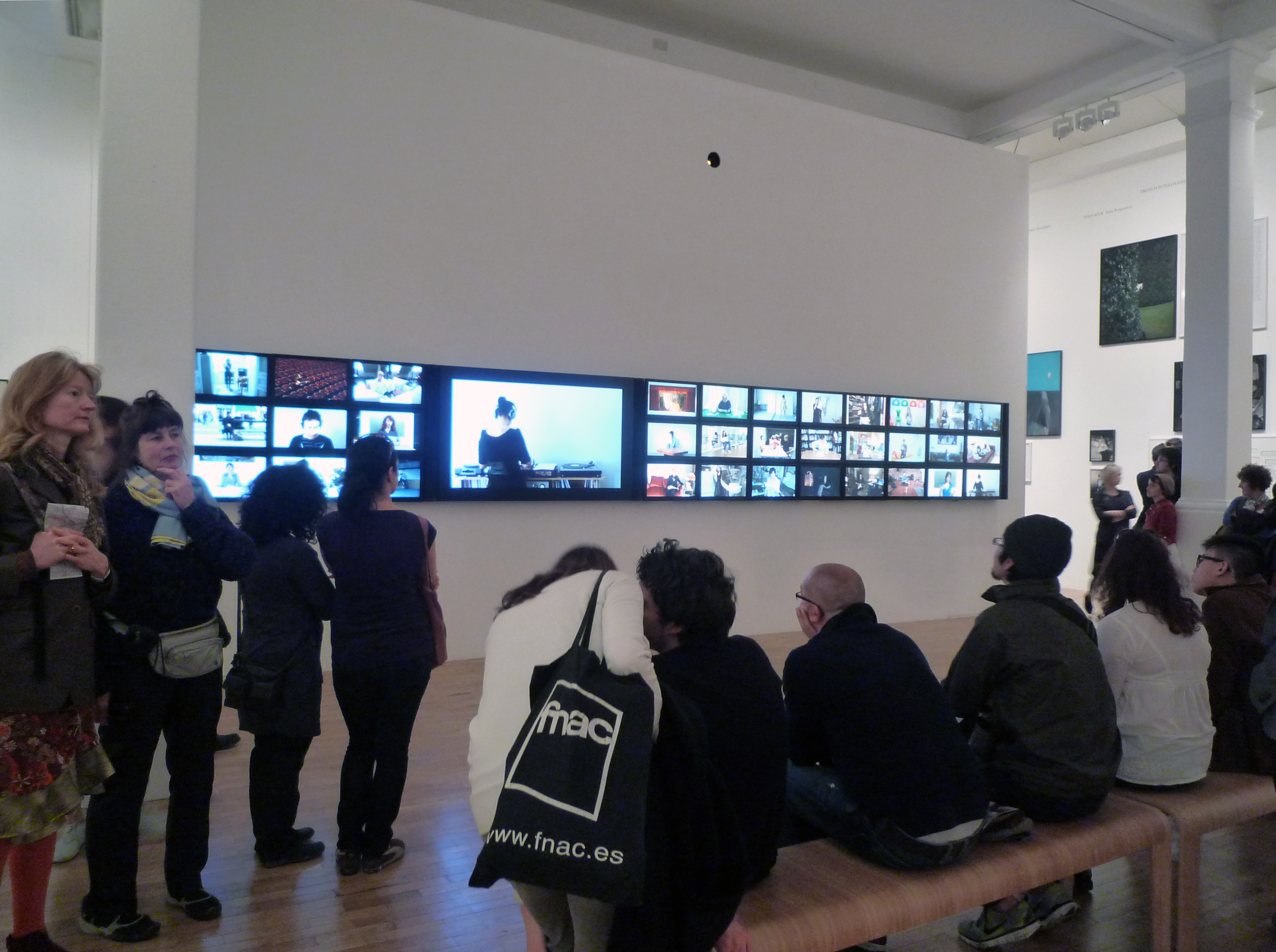
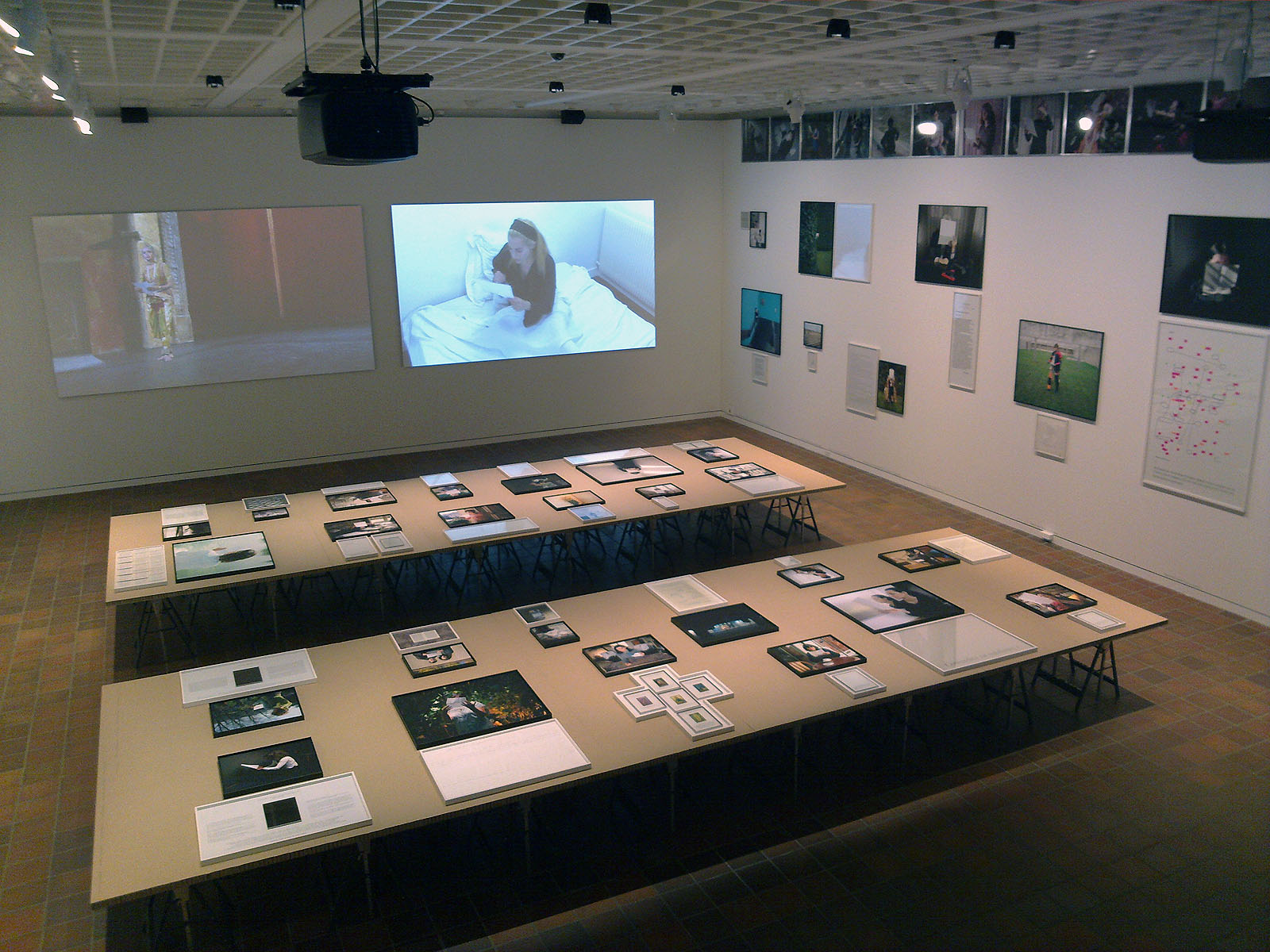
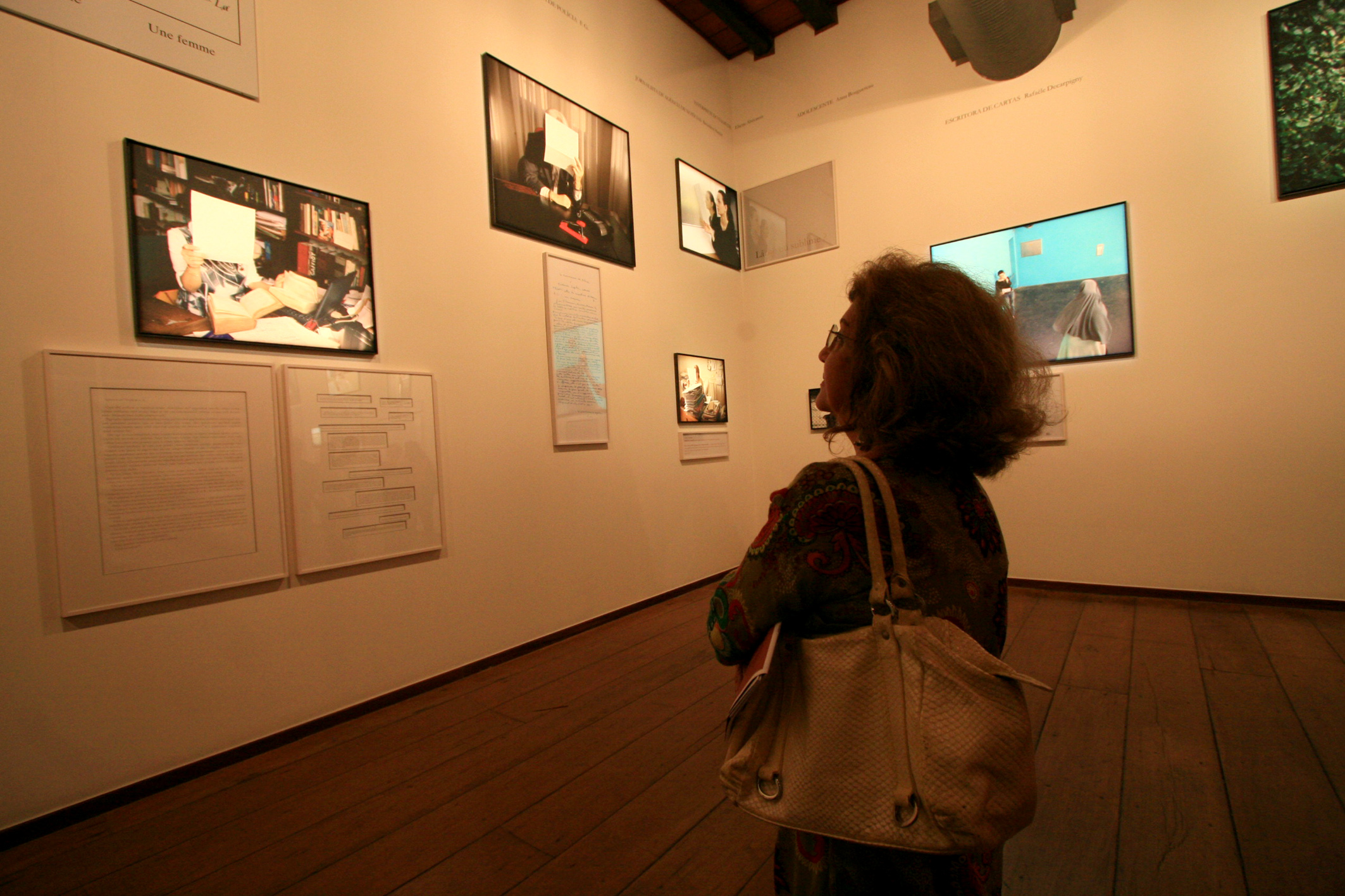
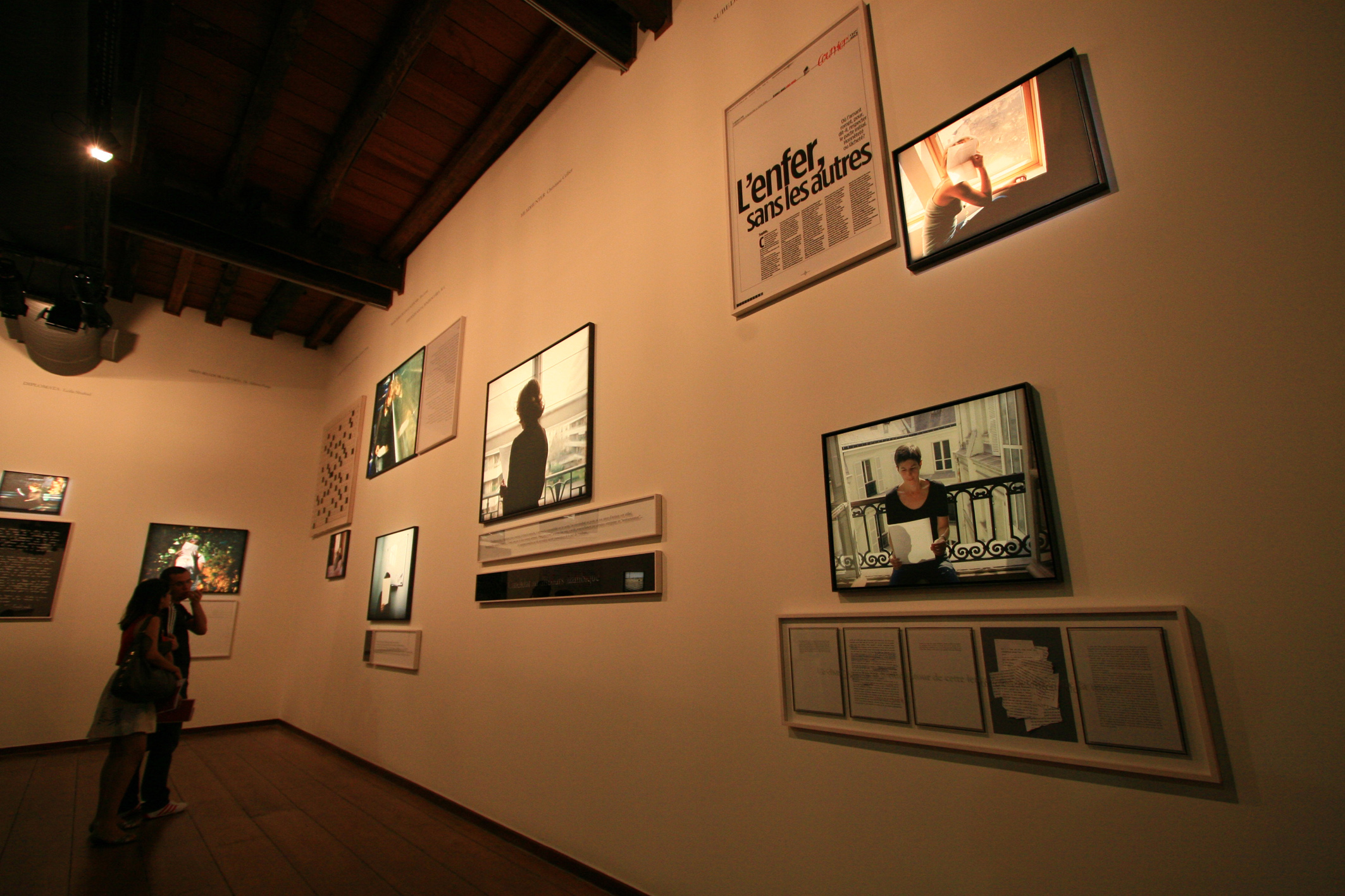
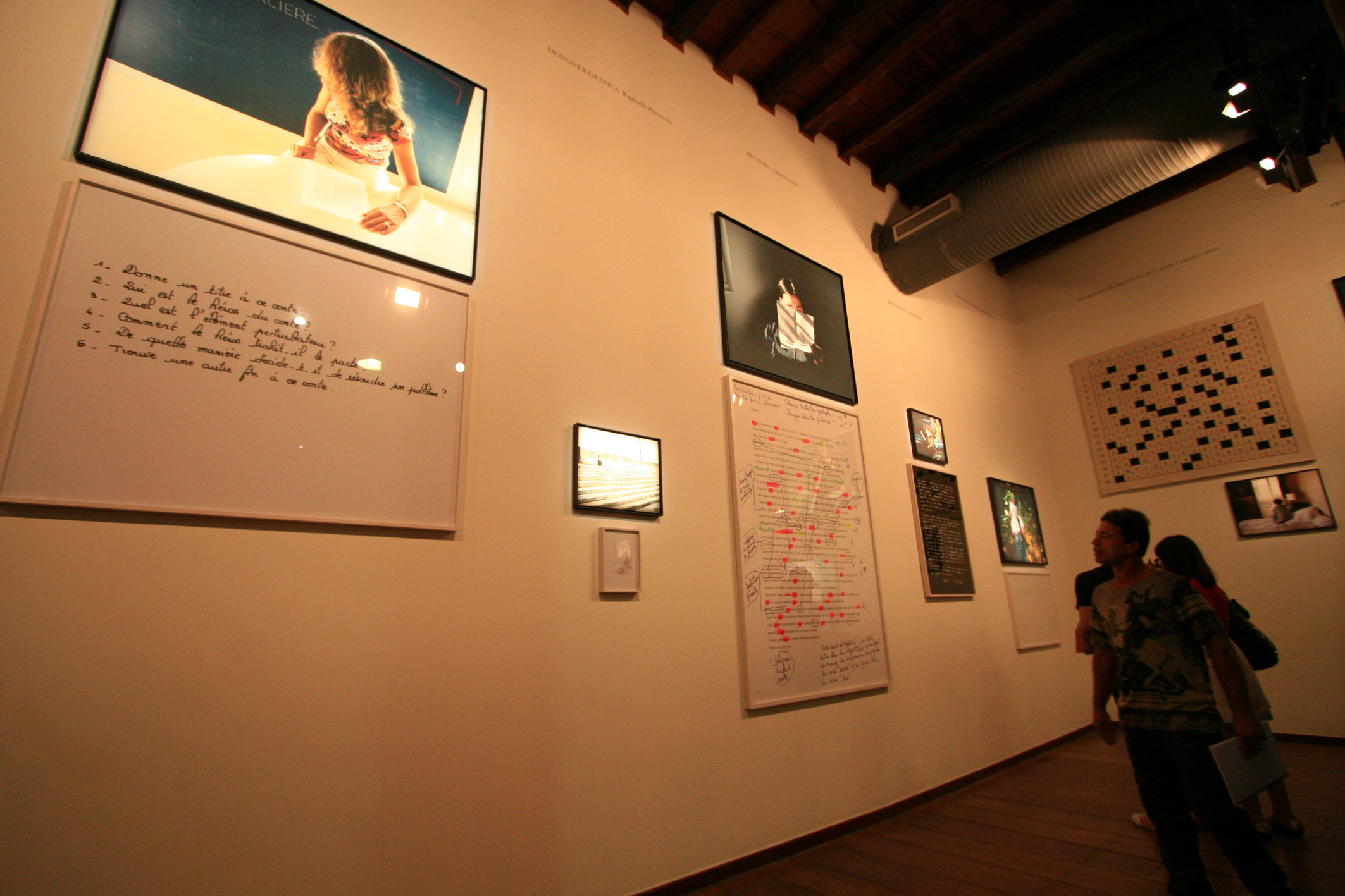
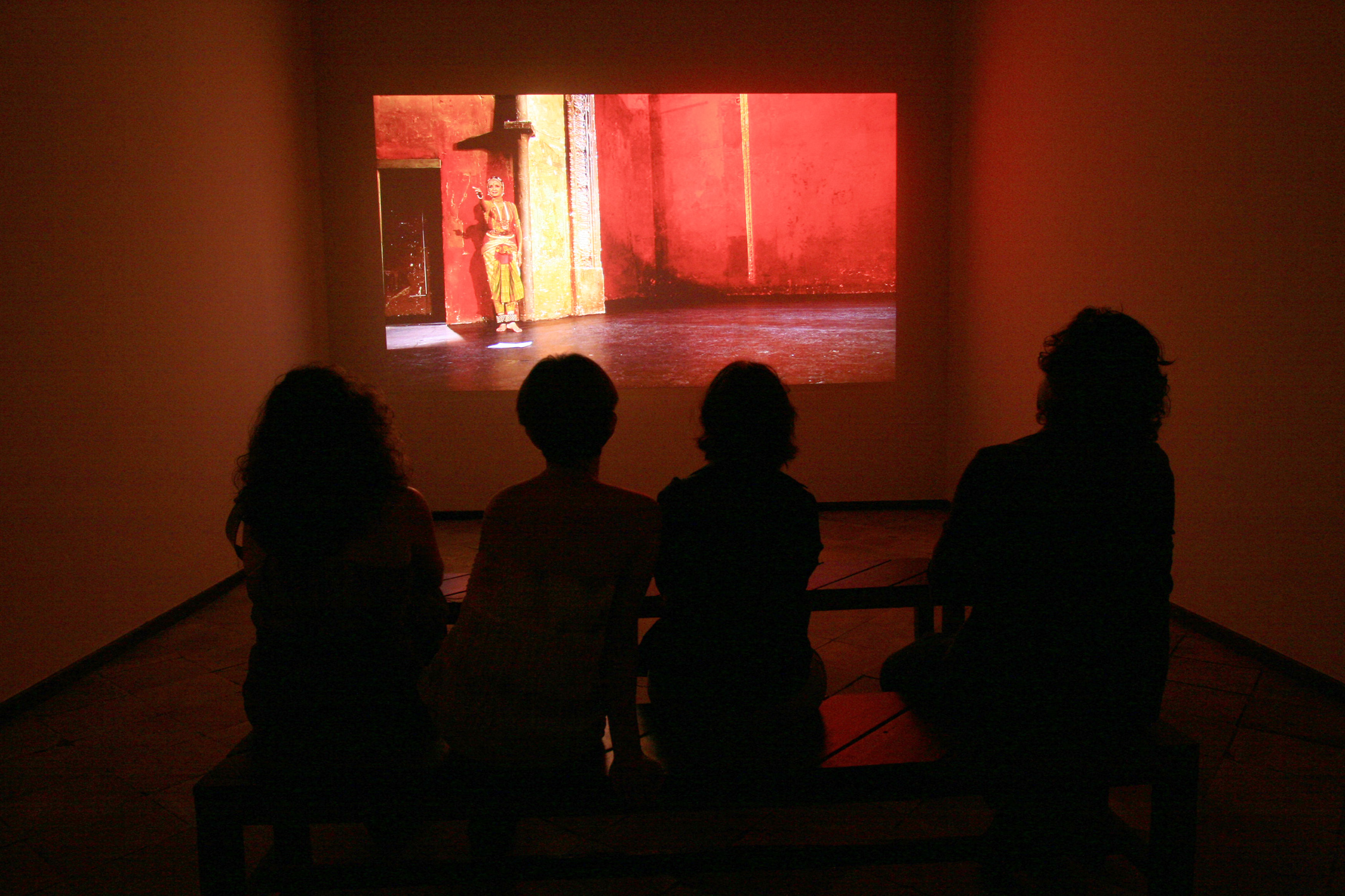
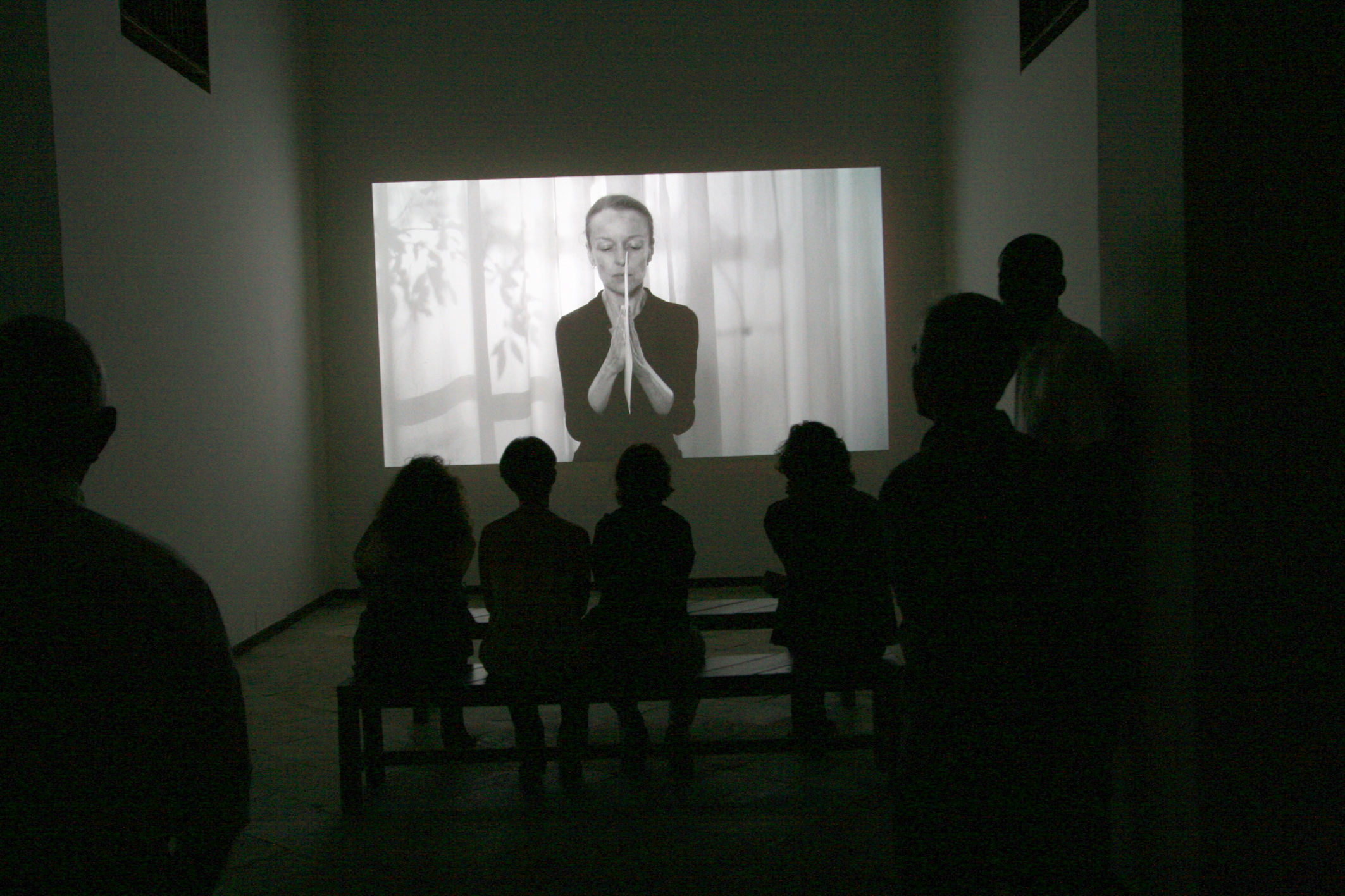
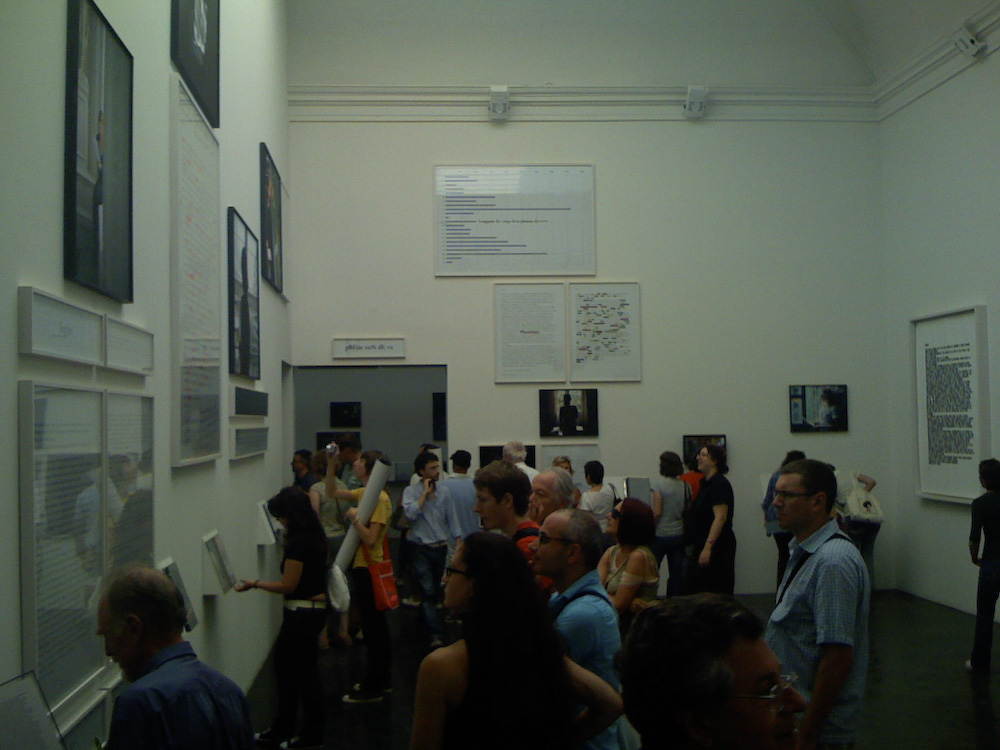